# Шмелёв, Виктор Васильевич
Шмелёв Виктор Васильевич (30 июня 1945), г. Владимир — российский математик, специалист в области математической оптимизации, исследования операций, математического моделирования   и задач распределения ограниченных ресурсов.

## Биография
Шмелёв Виктор Васильевич родился 30 июня 1945 года в г. Владимире в семье рабочих.
В 1959 году поступил во Владимирский машиностроительный техникум. Учёба давалась ему легко. Активно занимался спортом. Участвовал в соревнованиях по лёгкой атлетике за команду техникума. В 1963 году с отличием окончил этот техникум.
В том же году поступил в Горьковский государственный университет (ГГУ) на механико-математический факультет в группу вычислительной математики.
В ноябре 1963 году в ГГУ был создан первый в СССР факультет вычислительной математики и кибернетики (ВМК) и группы вычислительной математики образовали первый курс нового факультета.
В «1968 году окончил факультет вычислительной математики и кибернетики ГГУ по специальности математика» с присвоением квалификации «математик-вычислитель».
По результатам собеседования был приглашён работать в Научно-исследовательский институт микроприборов в г. Зеленограде. Здесь он занимался разработкой программного обеспечения для автоматизации проектирования новых типов микроэлектронной аппаратуры.
В 1970 году был призван на срочную службу в Вооружённые Силы СССР, где служил в должности лейтенанта-инженера во Внутренних войсках МВД СССР.
После увольнения в запас с 1972 года по 1981 год работал в Институте проблем управления (ИПУ) Минприбора и АН СССР в г. Москве. Занимался задачами планирования дискретного (штучного) производства для предприятий Министерства тяжёлого, энергетического и транспортного машиностроения СССР. На конференциях молодых учёных ИПУ завоевал диплом третьей степени за работу "Динамическая задача межцехового планирования (1976 г.) и диплом первой степени за работу «Решение задач целочисленного линейного программирования методом штрафных функций» (1977 г.).
С 1981 года до 2005 года включительно работал во Всесоюзном научно-исследовательском институте системных исследований (ВНИИСИ) ГКНТ и АН СССР. Участвовал в разработке Комплексной программы научно-технического прогресса СССР, а также работал в проекте по совершенствованию системы снабжения г. Москвы плодоовощной продукцией. На конкурсе научных работ ВНИИСИ в 1989 г. получил премию второй степени за работу «Общая задача планирования оптимального выполнения комплекса дискретных работ и метод упорядочения для её решения»
В 1988 г. в Вычислительном центре Академии наук СССР защитил кандидатскую диссертацию.
В 2000 г. в Институте системного анализа Российской академии наук (РАН) защитил докторскую диссертацию.
Одновременно занимался преподавательской деятельностью.
С 1989 года по 1993 год преподавал на кафедре высшей математики Московского института радиотехники, электроники и автоматики. С 1993 года по 2005 год — в Московском институте экономики, политики и права. С 1995 года по 2010 год преподавал на кафедре прикладной математики Государственного университета управления. С 2006 года — штатный профессор указанной выше кафедры.
Награждён медалью «В память 850-летия Москвы» (1997 г.) и Почётной грамотой РАН и Профсоюза работников РАН (1999 г.).

## Основные научные результаты
В 1975 г. Шмелёв В. В. впервые предложил и обосновал использование метода точных штрафных функций для задач линейной оптимизации (линейного программирования) с целочисленными переменными. Им предложены формулы для нижних границ штрафных коэффициентов, при которых множество оптимальных решений задачи оптимизации точной штрафной функции совпадают с множеством оптимальных решений исходной задачи линейной оптимизации. Формулы устроены так, что по мере получения допустимых решений исходной задачи с всё улучшающимися значениями целевой функции значения штрафных коэффициентов можно уменьшать. Данный результат не имеет аналогов в других вариантах метода штрафных функций, в том числе и в методе точных штрафных функций.
Шмелёв В. В. ввёл новый вариант точных штрафных функций, названный мультипликативным. В этом варианте штрафные коэффициенты представляются в виде произведений нескольких переменных множителей, значение которых определяется последовательно на соответствующих итерациях метода. Для задач линейной оптимизации этот вариант позволяет реализовать двухэтапный метод последовательной оптимизации, а для задач с несовместными системами ограничений позволяет произвести их коррекцию.
В 1983 г. Шмелёв В. В. сформулировал общую постановку задачи теории расписаний (календарного планирования), которая может быть решена методом упорядочения. Он обобщил для этой задачи понятие компактных и квазикомпактных решений, а также ввёл понятие монотонных решений, которые являются одновременно компактными и квазикомпактными, что облегчает решение задачи упорядочения.
Для описания динамических задач распределения ресурсов со сложными запаздываниями, в том числе с векторными и распределёнными, Шмелёв В. В. в 1983 г. впервые использовал в неявном виде и в непрерывном времени операцию свёртки. В дальнейшем он использовал эту операцию в явном виде и для дискретного времени и сформулировал общую постановку задачи календарного планирования в виде задачи линейного динамического программирования со свёртками. Эта постановка позволяет просто и компактно описывать большое количество динамических задач, в том числе и с целочисленными переменными. Шмелёв В. В. распространил свои результаты по методу точных штрафных функций на данную постановку.

## Основные научные публикации
- Шмелёв В. В. Штрафные функции в целочисленном линейном программировании. Автоматика и телемеханика, 1975, № 9, 203—206.
- Шмелёв В. В. Решение задач целочисленного линейного программирования методом штрафных функций. Автоматика и телемеханика, 1978, № 11, 149—157.
- Шмелёв В. В. Метод упорядочения в задачах календарного планирования. Препринт. М.: ВНИИСИ. 1983. Препринт доступен на сайте Научной электронной библиотеки eLIBRARY.RU в списке публикаций Шмелёва В.В.
- Шмелёв В. В. Метод точных штрафных функций для решения задач линейного и целочисленного линейного программирования. Журнал вычислительной математики и математической физики, 1988, т. 28, № 10, 1594—1595.
- Шмелёв В. В. Точные штрафные функции в линейном и целочисленном линейном программировании. Автоматика и телемеханика, 1992, № 5, 106—115.
- Шмелёв В. В. Мультипликативный метод точных штрафных функций для задач линейного и целочисленного линейного программирования. Автоматика и телемеханика, 1996, № 1, 128—138.
- Шмелёв В. В. Динамические задачи календарного планирования. Автоматика и телемеханика, 1997, № 1, 121—125.
- Шмелёв В. В. Точные штрафные функционалы в задачах календарного планирования, Автоматика и телемеханика, 1999, № 9, 107—114.
- Шмелёв В. В. Мультипликативный метод точных штрафных функционалов для задач календарного планирования. Автоматика и телемеханика, 2000, № 8, 147—155.

Диссертации
- Шмелёв В. В. Методы решения динамических задач планирования дискретного производства. Диссертация на соискание учёной степени кандидата физико-математических наук, М.: ВНИИСИ АН СССР, 1986. Рукопись хранится в отделе диссертаций Российской государственной библиотеки (г. Москва).
- Шмелёв В. В. Метод точных штрафных функций для линейных смешанных целочисленных задач оптимизации. Диссертация на соискание учёной степени доктора физико-математических наук, М.: ИСА РАН, 2000. Рукопись хранится в отделе диссертаций Российской государственной библиотеки (г. Москва). Диссертация и её автореферат доступны на сайте Научной электронной библиотеки eLIBRARY.RU в списке публикаций Шмелёва В.В.